# Alejandro Daniel Pardo
Alejandro Daniel Pardo (* 16. März 1978 in Buenos Aires) ist ein argentinischer römisch-katholischer Geistlicher und Weihbischof in Buenos Aires.

## Leben
Alejandro Daniel Pardo studierte ab 1999 Philosophie und Katholische Theologie am Priesterseminar Inmaculada Concepción in Buenos Aires. Am 18. November 2006 empfing er im Microestadio Malvinas Argentinas durch den Erzbischof von Buenos Aires, Jorge Mario Kardinal Bergoglio SJ, das Sakrament der Priesterweihe für das Erzbistum Buenos Aires.
Pardo war nach der Priesterweihe zunächst von 2007 bis 2012 als Pfarrvikar der Pfarrei Santa Teresa del Niño Jesús tätig, in der er zuvor bereits als Diakon gewirkt hatte. Von 2012 bis 2020 war er Pfarrer der Pfarrei Cristo Rey und von 2019 bis 2020 zusätzlich Pfarradministrator der Pfarrei Nuestra Señora de Belén. Zudem fungierte er von 2017 bis 2021 als Dechant des Dekanats Villa Urquiza und gehörte von 2017 bis 2023 dem Priesterrat des Erzbistums Buenos Aires an. Ab 2020 war Pardo Pfarrer der Pfarrei San Nicolás de Bari im Stadtteil Retiro.
Am 19. Juni 2024 ernannte ihn Papst Franziskus zum Titularbischof von Fissiana und zum Weihbischof in Buenos Aires. Der Erzbischof von Buenos Aires, Jorge Ignacio García Cuerva, spendete ihm sowie Sergio Iván Dornelles und Pedro Bernardo Cannavó am 3. August desselben Jahres in der Catedral Metropolitana de Buenos Aires die Bischofsweihe; Mitkonsekratoren waren der Weihbischof in Río Gallegos, Fabián González Balsa, und der Bischof von San Justo, Eduardo Horacio García, sowie die Weihbischöfe in Buenos Aires, Alejandro Daniel Giorgi und Gustavo Oscar Carrara.